# St. Paul Building
El St. Paul Building fue un rascacielos ubicado en Nueva York construido entre 1895 y 1898 por el arquitecto George B. Post. Con 96 metros de altura y 26 pisos, fue uno de los rascacielos más altos de su época. Fue demolido en 1958 con el fin de dar paso a la construcción del Western Electric Building.
El edificio recibió su nombre de la Capilla de San Pablo, que se encuentra justo enfrente del antiguo emplazamiento del rascacielos en Broadway, Lower Manhattan.
Una sección de la fachada de la planta baja del St. Paul Building, incluyendo algunos atlantes de Karl Bitter, fueron retirados antes de la demolición y llevados a Indianápolis, Indiana, y ahora se encuentran expuestos en el Holliday Park. A este parque se le denomina popularmente The Ruins (Las Ruinas) ya que consta también de estatuas de otros edificios históricos. El parque fue terminado en 1977.